# Benthophilus macrocephalus
Benthophilus macrocephalus е вид лъчеперка от семейство Попчеви (Gobiidae).

## Разпространение
Видът е разпространен в Азербайджан, Иран, Казахстан, Русия и Туркменистан.